# Ricardo Pérez Manrique
Ricardo César Pérez Manrique (Montevideo, Uruguay, 17 de mayo de 1947) es un abogado uruguayo, presidente de la Corte Interamericana de Derechos Humanos desde enero de 2022. Anteriormente había sido juez de la propia Corte y ministro de la Suprema Corte de Justicia de Uruguay.

## Biografía
Egresado de la Universidad de la República con el título de Doctor en Derecho y Ciencias Sociales en 1973; en 1974 revalidó además el título en la Universidad de Buenos Aires, ejerciendo la profesión en Argentina.
En 1989 ingresa a la magistratura en Uruguay, cumpliendo una larga carrera.
Fue designado Ministro de la Suprema Corte de Justicia de Uruguay el 28 de marzo de 2012.
En 2023 recibe la medalla de honor que otorga la World Jurist Association.

## Publicaciones
- Código de la Infancia y la Adolescencia, comentado y anotado (con Jacinta Balbela)
- Reflexiones sobre la Ley de Seguridad Ciudadana (con Milton Cairoli)